# 小坂町立小坂小学校滝上分校
小坂町立小坂小学校滝上分校（おさかちょうりつ おさかしょうがっこう　たきのうえぶんこう）は、かつて岐阜県益田郡小坂町（現・下呂市）に存在した公立小学校の分校。

## 概要
- 小坂小学校の分校であり、戦後開拓で開拓された滝上開拓地[注釈 2]の入植者のために設置された。小坂小学校滝上開拓地分校とも称した。入植者が集団離村したため廃校。
- 滝上開拓地の跡地は2019年現在、公営の滝上牧場となっている。

## 沿革
- 1946年（昭和21年） - 岐阜県益田郡小坂町岩崎の滝上地区に戦後開拓による開拓が始まる。
- 1947年（昭和22年） - この時点での入植者は13戸。分校の設置が要望される。
- 1950年（昭和25年）4月 - 仮分校を設置。
- 1951年（昭和26年）12月 - 正式に認可され、小坂町立小坂小学校滝上分校として開校。1～3年の児童が通学する。
- 1962年（昭和37年）
  - 4月 -児童数が4名まで減少する。
  - 10月 - 滝上開拓地の入植者が全員離村し、滝上分校の児童が0となる。
- 1963年（昭和38年）3月 - 廃校。